# Oaxacaniinae
Oaxacaniinae je podtribus glavočika, dio tribusa Eupatorieae.

## Opis
Kromosomi x = 18. Dva roda, Oaxacania B.L.Rob. & Greenm. i Carterothamnus R.M. King & H. Rob. Nema dostupnih DNK izvješća, ali bliskost s Hofmeisteriinae čini se sigurnom. Obje su skupine prvenstveno meksičke. Najznačajnija razlika od Hofmeisteriinae su cvjetišta.

## Rodovi
1. Oaxacania B.L.Rob. & Greenm. (1 sp.)
2. Carterothamnus R.M.King (1 sp.)